# Massimo Fink
Maximilian Paul "Massimo" Fink, född 23 november 1896 i Wiesen i Sydtyrolen i Österrike-Ungern (nuvarande Italien), död 19 mars 1956 i Brixen i Sydtyrolen, var en italiensk bobåkare. Han deltog vid olympiska vinterspelen 1924 i Chamonix i det italienska laget i fyrmansbob, som slutade på sjätte plats.